# Kochany urwis 3
Kochany urwis 3 (ang. Problem Child 3: Junior in Love) – amerykańska czarna komedia z 1995 roku w reżyserii Grega Beemana. Trzecia część trylogii opowiadającej o losach kilkuletniego Juniora. Jednak w przeciwieństwie do poprzednich części, zarówno Juniora, jak i jego przybranego ojca, zagrali zupełnie inni aktorzy niż wcześniej. 

## Fabuła
Z uwagi na wybryki swego syna, Ben Healy zabiera go do terapeuty, dr Sary Gray. Ojciec otrzymuje poradę, by rozochocić chłopca do aktywności fizycznej. Junior zostaje posłany na lekcje tańca i tam poznaje uroczą Tiffany, w której od razu się zakochuje.

## Obsada
- Justin Chapman – Junior
- William Katt – Ben Healy
- Jennifer Ogletree – Tiffany
- Jack Warden – Big Ben
- Gilbert Gottfried – Pan Peabody, dentysta
- Eric Edwards – Murph, uczeń